# Успех (телесериал)
Успех (хорв. Uspjeh) — хорватский драматический криминальный сериал, снятый для канала HBO режиссером Данисом Тановичем, обладателем «Оскара» за лучший фильм на иностранном языке. Премьера состоялась 6 января 2019 года. «Успех» является первым оригинальным хорватским сериалом, созданным для HBO. Сценарий Марьяна Алчевского был избран среди 447 представленных работ на конкурсе «HBO Adria First Draft 2017».

## Сюжет
Сериал — темный взгляд на современное общество. Драма-триллер о группе четырех совершенно разных людей, которых объединяет одно жестокое преступление. Персонажи по-своему борются с повседневными проблемами. Поскольку последствия преступления начинают влиять на каждый аспект их жизни, обычные люди разными способами пытаются восстановить контроль над собственной жизнью. «Успех» — это универсальная многоуровневая история, в которой через любовь, труд, семью, лояльность, незащищенность и безнаказанность исследуется чувство разочарования, беспомощности и пассивности в повседневной жизни простых людей в Загребе и за его пределами.